# Mouvement Besa
Le Mouvement Besa (en albanais : Lëvizja Besa) est un parti politique macédonien de type social-conservateur créé en novembre 2014 par Zeqirija Ibrahimi, Afrim Gashi et Bilal Kasami (son actuel dirigeant).
Le parti dispose de cinq députés au sein de l'Assemblée de Macédoine du Nord.